# Bassia
Bassia o Kochia és un gènere de plantes amb flors dins la família Amaranthaceae, encara que tradicionalment pertanyia a l'antiga família de les quenopodiàcies.

## Descripció
Les espècies del gènere Bassia són anuals o subarbusts perennes. Les fulles presenten molta variació i són plantes amb metabolisme C4. Les flors no són vistoses i es presenten en inflorescències similars a espigues. Els fruits són aquenis.

## Distribució i evolució
El gènere Bassia està distribuït de l'oest de la conca del Mediterrani a Àsia oriental, altres espècies s'han introduït a altres continents com Amèrica del Nord i el sud de l'Índia.
Creixen en estepes seques i semideserts, algunes són ruderals, altres en aiguamolls salins, es troben des de la terra baixa a altituds subalpines. Han evolucionat des del Miocè.

## Usos
Algunes espècies són palatables i amb alt contingut de proteïna i són plantes farratgeres de vegades utilitzades per millorar les pastures intensament aprofitades pel bestiar.

## Sistemàtica
Segons els criteri de la Flora dels Països Catalans Bassia i Kochia són dos gèneres que es diferencien per que  els fruits de les espècies de Bassia tenen unes espines al dors (són els 5 tèpals modificats); mentre que als fruits de Kochia aquests tèpals tenen forma d'una ala transversal membranosa (de vegades un xic reduïda). Flora Ibérica o "Plants of the World Online" consideren aquestes diferències poc importants i llavors inclouen al gènere Kochia dins de Bassia. Aquestes són les espècies citades als Països Catalans:

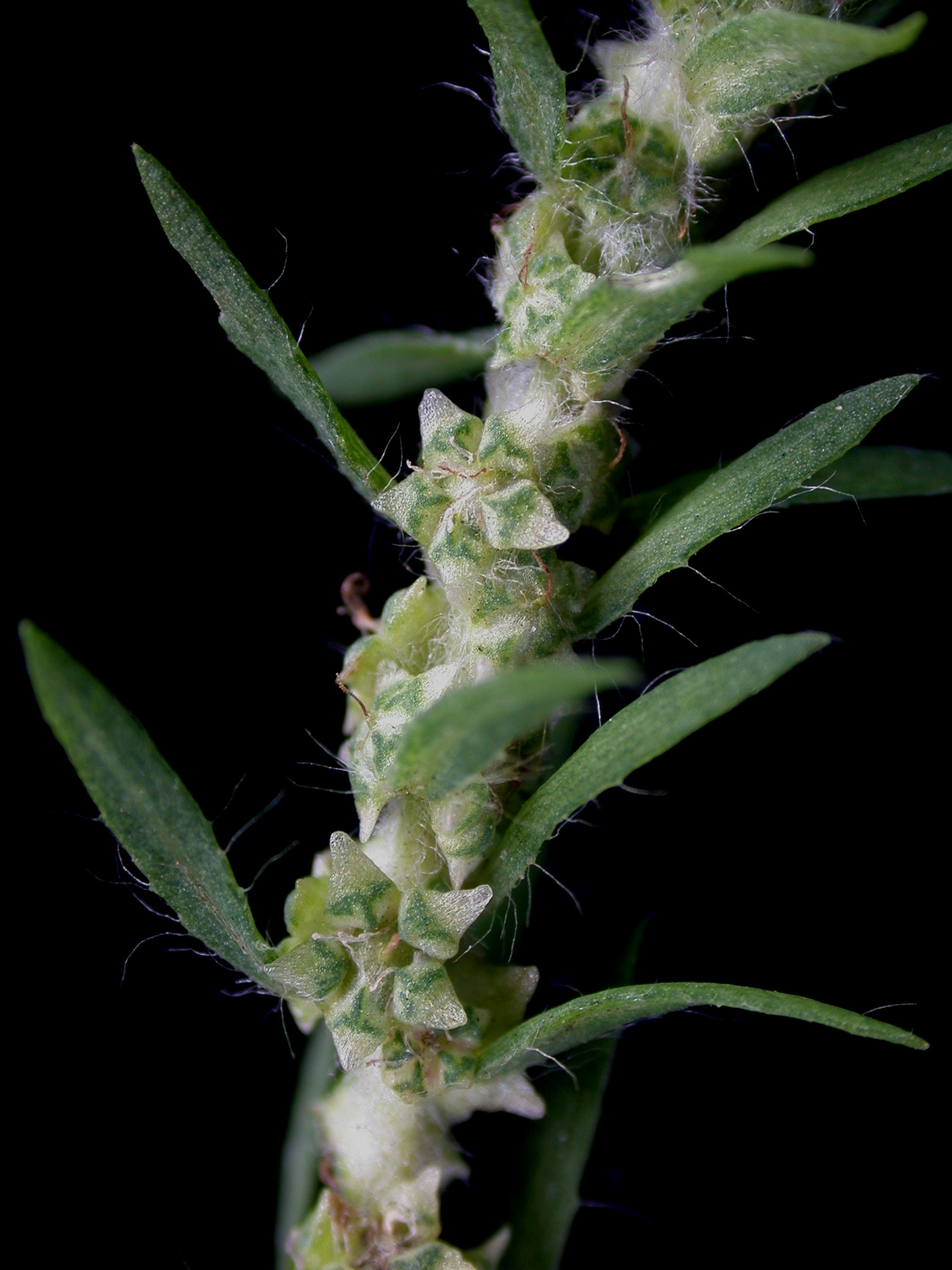
fruits de Kochia scoparia on es veuen les petites ales que surtes a cada tèpal fructífer.
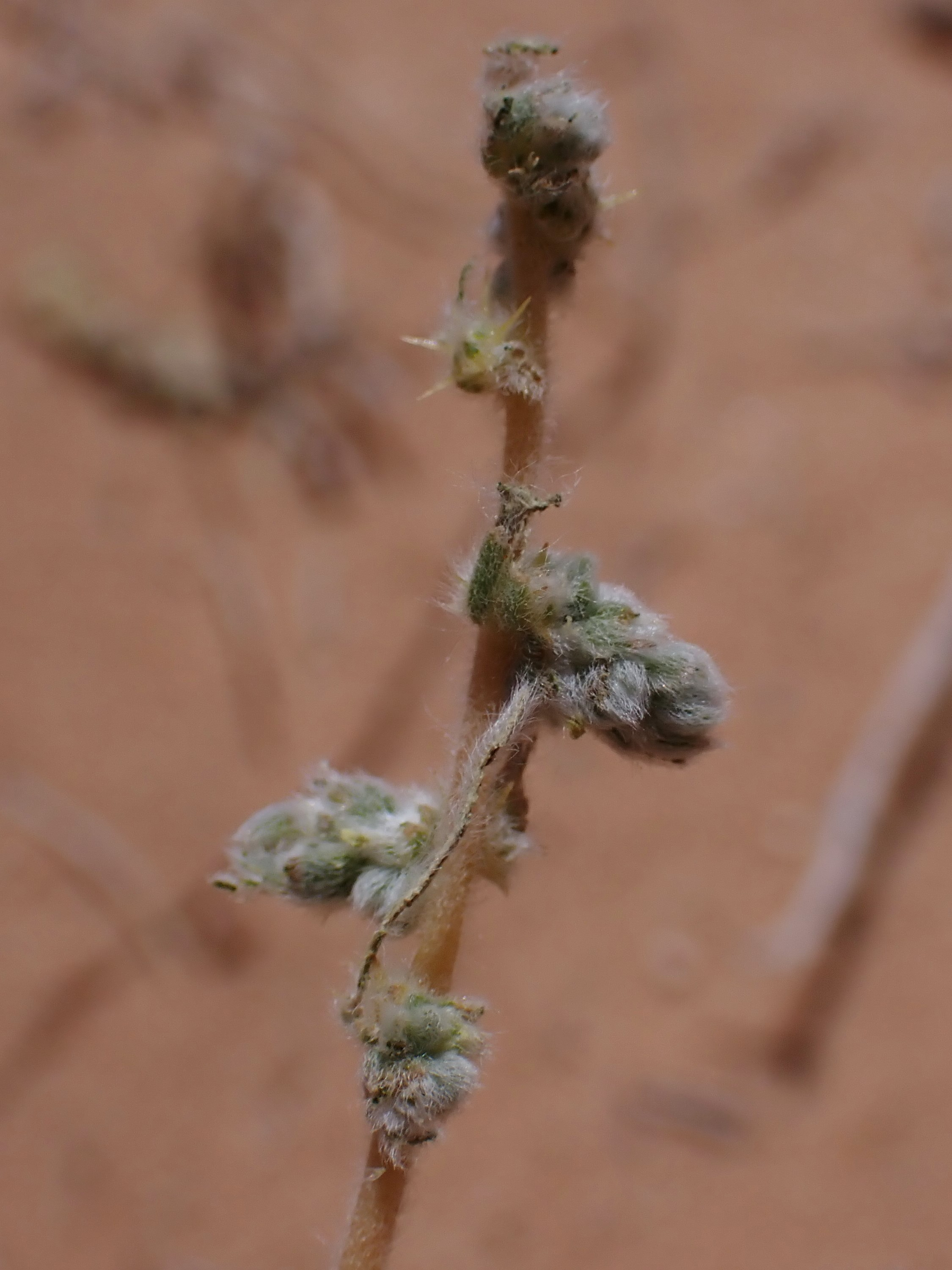
fruits de Bassia muricata on es veuen les espines del gènere Bassia sensu stricto.
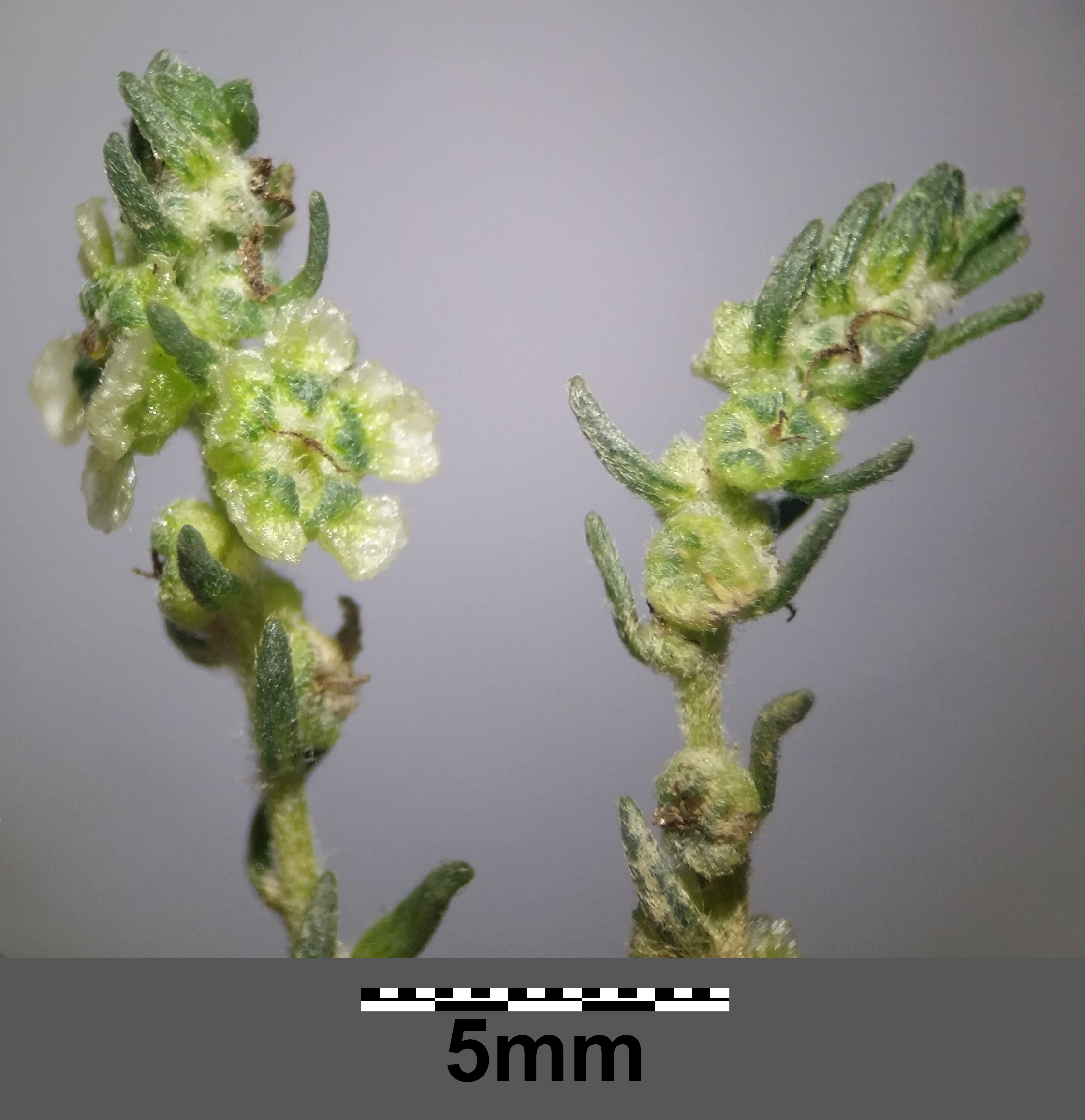
Kochia prostrata: detall dels fruits amb ales transversals pròpies de Kochia
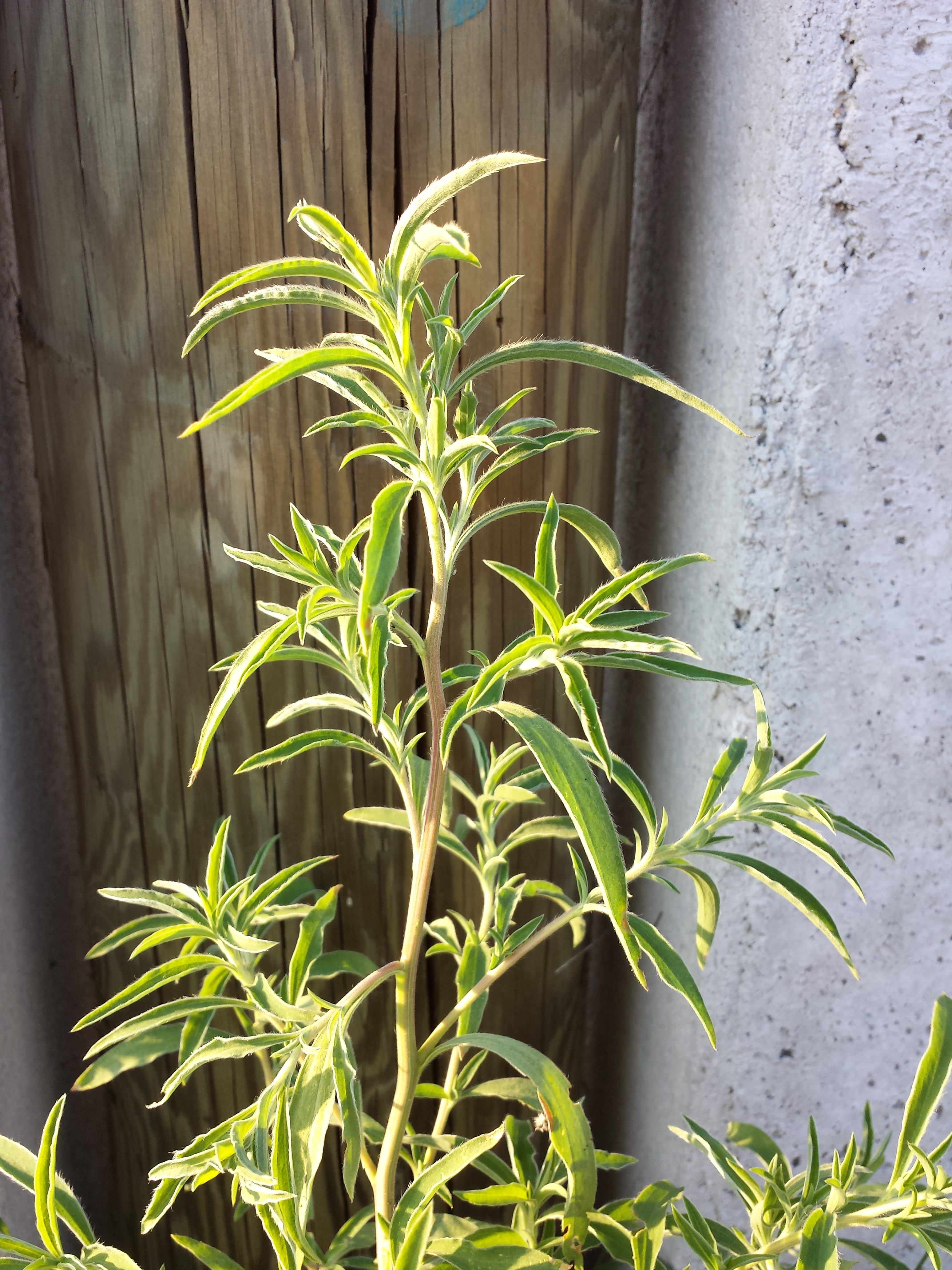
Kochia scoparia: el mirambell silvestre.

- Bassia hyssopifolia subsp. reuteriana  (Boiss.) O.Bolòs & Font Quer (=Bassia hyssopifolia  (Pall.) Kuntze)
- Bassia hirsuta  (L.) Asch. (=Spirobassia hirsuta  (L.) Freitag & G.Kadereit)
- Kochia prostrata  (L.) Schrad. (=Bassia prostrata  (L.) Beck)
- Kochia scoparia  (L.) Schrad. (=Bassia scoparia  (L.) Voss)

El gènere Bassia va ser publicat primer per Carlo Allioni l'any 1766, essent l'espècie tipus Bassia muricata L. (sota el nom de B. aegyptiaca). Aquest gènere pertany a la subfamília Camphorosmoideae dins la família Amaranthaceae (abans agrupada dins Chenopodiaceae) i té unes 20 espècies:
- Bassia aegyptiaca Turki. et al., classificació questionable
- Bassia angustifolia (Turcz.) Freitag i G. Kadereit.
- Bassia arabica (Boiss.) Maire i Weiller.
- Bassia dinteri (Botsch.) A.J. Scott
- Bassia eriophora (Schrad.) Asch.
- Bassia hyssopifolia (Pall.) Kuntze – Nom comú en anglès: fivehorn smotherweed[4]
- Bassia indica (Wight) A.J. Scott
- Bassia laniflora (S.G. Gmel.) A.J. Scott
- Bassia lasiantha Freitag i G. Kadereit
- Bassia littorea (Makino) Freitag i G. Kadereit
- Bassia muricata (L.) Asch.
- Bassia odontoptera (Schrenk) Freitag i G. Kadereit
- Bassia pilosa (Fisch. i C.A. Mey.) Freitag i G. Kadereit
- Bassia prostrata (L.) A.J. Scott – Nom comú en anglès: forage kochia ("Kochia farratgera")[5]
- Bassia salsoloides (Fenzl) A.J. Scott
- Bassia scoparia (L.) A.J. Scott – Nom comú en anglès: burningbush,[6] ragweed, summer cypress, fireball, Mexican fireweed, goldcrest kochia

- Bassia stellaris (Moq.) Bornm.
- Bassia tianschanica (Pavlov) Freitag i G. Kadereit
- Bassia tomentosa (Lowe) Maire i Weiller
- Bassia villosissima (Bong. i C.A. Mey.) Freitag i G. Kadereit

Altres espècies diferents abans classificades en Bassia ho estan ara en gèneres separats (vegeu la subfamília Camphorosmoideae). Per exemple, al Rosselló tenim B.hirsuta que, segons aquests criteris moderns basats en caràcters moleculars i genètics, l'any 2011 s'ha proposat que passi a un gènere monotípic de nova creació: Spirobassia Freitag & G.Kadereit